# São Cristóvão de Futebol e Regatas
El São Cristóvão de Futebol e Regatas és un club de futbol brasiler de la ciutat de Rio de Janeiro a l'estat de Rio de Janeiro.

## Història

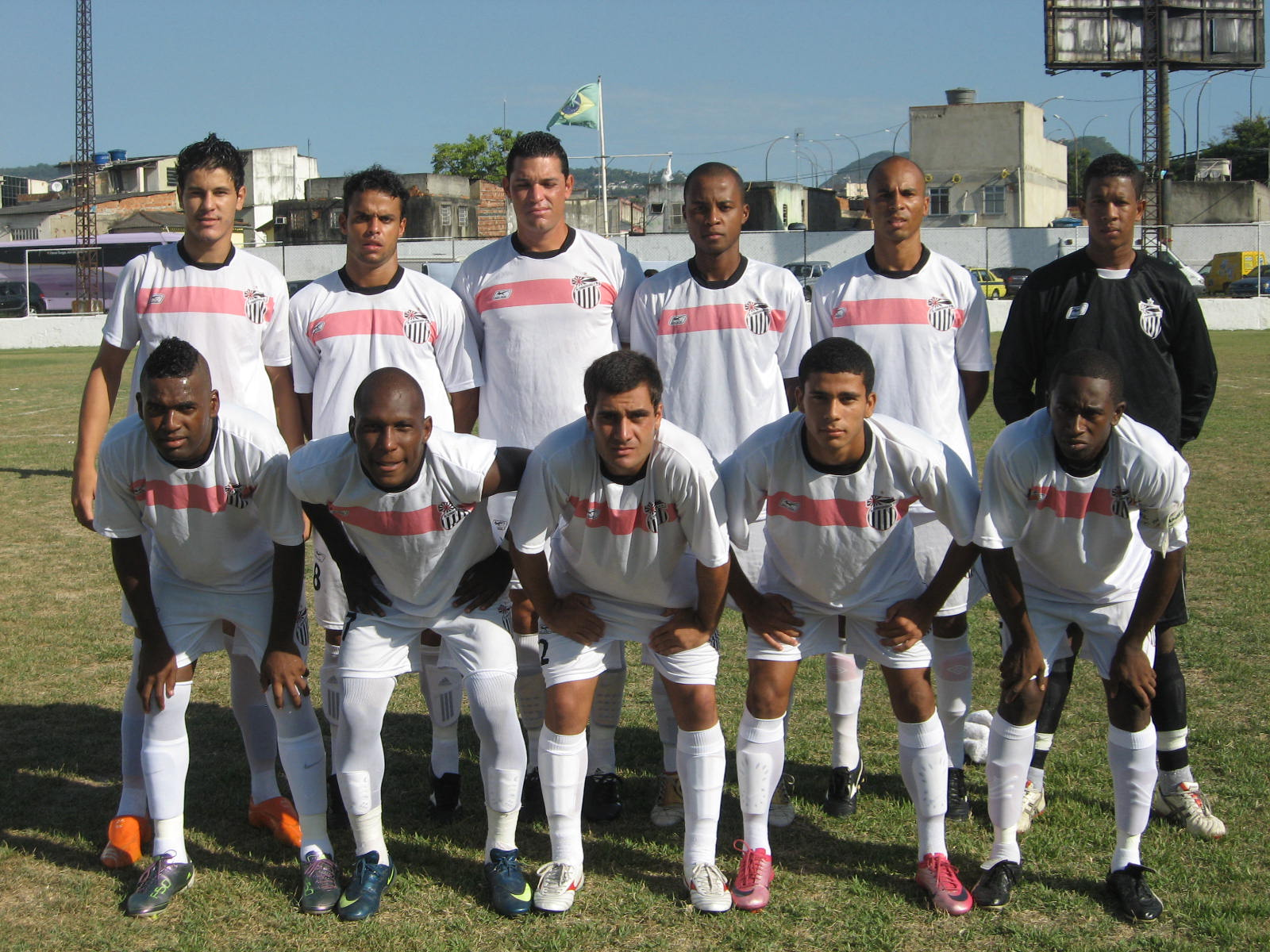
Team photo from the 2011 season

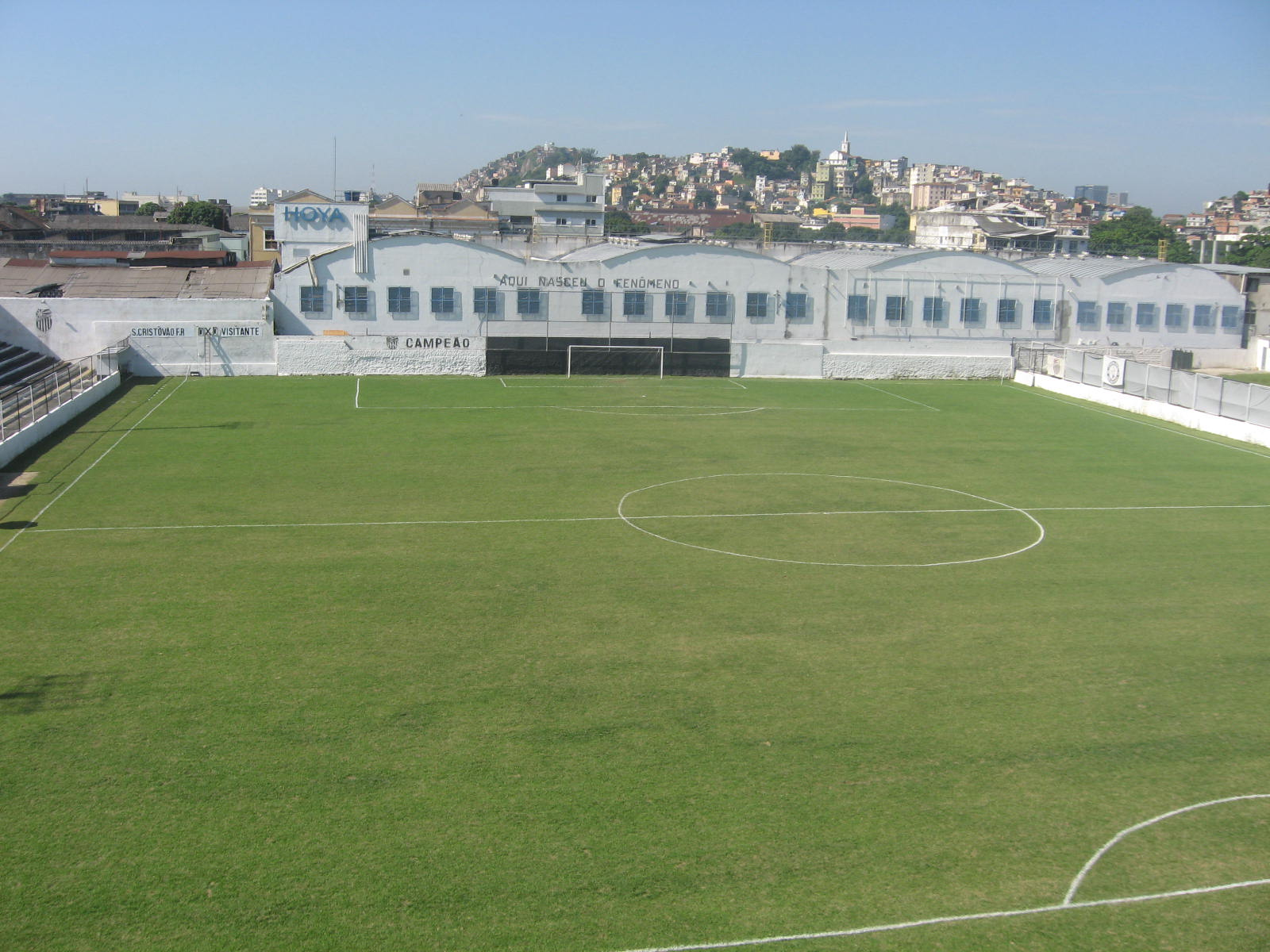
Estádio Figueira de Melo

El Clube de Regatas São Cristóvão va ser fundat el 12 d'octubre de 1898 en una zona propera a la platja de São Cristóvão pels esportistes José Galvão, José Queirós, Luís Corrêa e Sá, Luís Parisot, Antônio Maurity, i E. Bordine e Moura e Castro. El São Cristóvão Atlético Clube nasqué el 5 de juliol de 1909 a una casa del carrer Bela per iniciativa de João i Carlos Cantuária, Barroso Magno, A. Perdeneiras i João Germano. El São Cristóvão de Futebol e Regatas fou fundat quan el Clube de Regatas São Cristóvão i el São Cristóvão Atlético Clube es fusionaren el 13 de febrer de 1943.
El 21 de novembre de 1926 el São Cristóvão guanyà el campionat carioca després de derrotar el Flamengo 5-1.

## Estadi
Juga els seus partits a l'estadi Estadi Figueira de Melo, Figueirinha, amb capacitat per a 8.000 espectadors.

## Colors
L'uniforme del São Cristóvão és tot blanc. Existeix una regla de la FIFA, CBF i FFERJ, que autoritza el club a jugar sempre amb aquest uniforme. L'equip no té segon equipament, essent els seus rivals qui han de canviar-lo en cas de necessitat. És l'únic club del món amb aquesta autorització.

## Jugadors destacats
- Fio Maravilha
- Leônidas da Silva
- Ronaldo (en categories inferiors)
- Zózimo

## Palmarès
- Campionat carioca: 1926
- Campionat carioca (segona divisió): 1965